# Josip Pivarić
Josip Pivarić (* 30. Januar 1989 in Zagreb) ist ein kroatischer Fußballspieler.

## Karriere

### Im Verein
Pivarić begann seine Karriere im Jahr 1999 in der Jugendakademie von Dinamo Zagreb. Im Frühjahr 2008 bekam er dort seinen ersten Profivertrag. In diesem Jahr folgte eine Ausleihe zu Lokomotiva Zagreb. Bei diesem Verein kam er insgesamt dreizehnmal zum Einsatz. Im Januar 2009 unterzeichnete er einen Vertrag bei Dinamo Zagreb und war noch bis zum Ende des Jahres 2011 ausgeliehen. Am 25. Februar 2012 machte er in der Liga-Begegnung gegen NK Karlovac das erste Pflichtspiel für Dinamo Zagreb, welches mit 3:0 gewonnen wurde. Das erste Tor folgte in der Liga-Partie am 21. April 2012 gegen HNK Rijeka. In der Champions-League-Saison 2015/16 erzielte er am 25. September 2015 den 2:1-Siegtreffer gegen den FC Arsenal. Von 2017 bis 2020 war Pivarić für Dynamo Kiew aktiv, absolvierte aber dort ab der zweiten Saison wegen diversen Verletzungen kaum noch Spiele. Somit kehrte er im Oktober 2020 zu seinem ehemaligen Verein Lokomotiva Zagreb zurück.

### Nationalmannschaft
Pivarić gab 2013 im Freundschaftsspiel gegen Liechtenstein sein Debüt in der kroatischen A-Nationalmannschaft. Für die Europameisterschaft 2016 in Frankreich fiel er aufgrund einer Knöchelverletzung aus. Pivarić gehörte zum kroatischen Aufgebot für die Weltmeisterschaft 2018 in Russland, kam dort in vier Partien zum Einsatz und erreichte am Ende mit der Mannschaft das Finale gegen Frankreich (2:4).

## Erfolge
Dinamo Zagreb
- Kroatischer Meister: 2012, 2013, 2014, 2015, 2016
- Kroatischer Pokalsieger: 2012, 2015

Dinamo Kiew
- Ukrainischer Pokalsieger: 2020

Nationalmannschaft
- Vizeweltmeister: 2018